# Borbachodes
Borbachodes là một chi bướm đêm thuộc họ Geometridae.